# A-Klasse (1915)
Die A-Klasse war eine Klasse von Kleinst-U-Booten der italienischen Marine, die während des Ersten Weltkrieges im Juli 1915 konzipiert und in Kleinstserie produziert wurde.

## Entwicklungsgeschichte
Entwicklung und Bau erfolgten unter der Leitung von General Ferrati im Marinearsenal in La Spezia. Der Bauauftrag umfasste zunächst zwei Prototypen eines Bootes, das für die engere Küstenverteidigung in der Nähe von wichtigen Häfen vorgesehen war. Das Boot sollte bahntransportfähig sein.
Nach der Fertigstellung und Seeerprobung der beiden Prototypen wurden vier weitere Boote in Auftrag gegeben. Die Boote erhielten die Bezeichnungen A 1 bis A 6. A 1 wurde am 5. Dezember 1915 und A 6 am 3. März 1916 in Dienst gestellt. Ihr Gewicht betrug leer 31 t, im Gefechtszustand 37 t. Das Einhüllenboot war mit einem nicht einziehbaren starren Sehrohr ausgestattet und in seiner technischen Ausstattung sehr primitiv. Die vier Besatzungsmitglieder litten unter enormen Platzmangel und die Bedienbarkeit des Bootes erwies sich als äußerst schwierig. Die Bewaffnung bestand aus zwei 45-cm-Torpedos, die in einem Ablaufrahmen im Vorschiff unmittelbar vor dem Turmaufbau angebracht waren.
Die ursprüngliche Planung sah vor, dass die Boote vor den Häfen von Brindisi und Valorna kreuzen sollten. Aufgrund ihrer geringen Reichweite wurden jedoch A 2 und A 4 nach Bari und A 3, A 5 und A 6 nach Venedig geschickt. A 1 verblieb als Erprobungs- und Schulungsboot in La Spezia.

## Boote der Klasse
| Boot | Bauwerft                | Kiellegung | Stapellauf        | Indienststellung |
| ---- | ----------------------- | ---------- | ----------------- | ---------------- |
| A 1  | Marinearsenal La Spezia | Juli 1915  | 17. Oktober 1915  | 5. Dezember 1915 |
| A 2  | Marinearsenal La Spezia | Juli 1915  | 15. Dezember 1915 | 10. Februar 1916 |
| A 3  | Marinearsenal La Spezia | Juli 1915  | 29. Dezember 1915 | 15. Februar 1916 |
| A 4  | Marinearsenal La Spezia | Juli 1915  | 31. Dezember 1915 | 28. Januar 1916  |
| A 5  | Marinearsenal La Spezia | Juli 1915  | 15. Januar 1916   | 2. März 1916     |
| A 6  | Marinearsenal La Spezia | Juli 1915  | 11. Februar 1916  | 3. März 1916     |

Quellen

## Einsätze
Die drei Boote in Venedig waren für einen Angriff auf die im Hafen von Triest ankernden österreichischen Seeverbände vorgesehen. Dazu sollten sie an Bord eines Trägerschiffes in das Operationsgebiet gebracht werden und dann mit eigener Kraft auf den Gegner zulaufen. Aufgrund der geringen Reichweite der Boote hätten sie jedoch den Rückweg nicht geschafft, und der Plan wurde fallengelassen. Die Boote wurden daraufhin nach Ancona verlegt, kamen aber im Verlauf des Krieges zu keinen weiteren Einsätzen. Sie wurden zeitweilig außer Dienst gestellt und im Januar 1918 nach Venedig überführt und verschrottet.
Die beiden Boote in Bari, A 2 und A 4, kamen ebenfalls zu keinem Feindeinsatz. Sie wurden im Januar 1917 vorläufig außer Dienst gestellt und durch zwei Boote des Typs B ersetzt. Im November 1917 wurden die beiden Boote ebenfalls nach Ancona verlegt, außer Dienst gestellt und verschrottet. Das Schulungsboot A 1 wurde am 29. Juli 1917 außer Dienst gestellt und dann abgewrackt.